# Institut d'études politiques de Rennes
L'Institut d’études politiques de Rennes, plus connu sous la dénomination « Sciences Po Rennes », est un établissement français public d'enseignement supérieur créé en 1991 et un établissement-composante de l'université de Rennes depuis le 1er janvier 2023,, situé à Rennes et à Caen. C'est l'un des quatre plus récents des onze instituts d'études politiques de France, et il fait partie des grandes écoles.

## Histoire

### Création
L'établissement est créé par décret le 13 juin 1991, en même temps que l'Institut d'études politiques de Lille. René Rémond et Alain Lancelot se montrent très favorables au deux projets et la Fondation nationale des sciences politiques les appuient.
C'est un établissement public à caractère administratif rattaché par décret à l'Université de Rennes. Son statut est fixé par le décret du 18 décembre 1989.

### Expansion
En raison d'un manque de place dans ses locaux rennais, l'IEP entame un processus de développement dans d'autres villes du Grand Ouest à partir du début des années 2010. Le but est d'augmenter son nombre d'étudiants et d'atteindre des effectifs comparables à ceux des autres instituts d'études politiques ; celui de Rennes compte alors 1 100 étudiants alors que ceux de Lille et de Bordeaux en comptent 1 700, et celui de Grenoble 1 300. Un nouveau bâtiment a été mis en service en janvier 2018.
L'établissement annonce en décembre 2010 vouloir ouvrir des formations dans d'autres villes du Grand Ouest, à Nantes à partir de la rentrée 2011, et à Caen à compter de la rentrée 2012. Le projet nantais est finalement abandonné début 2011. Selon le directeur de l'IEP Patrick Le Floch, cette décision fait suite à des pressions de la région Pays de la Loire sur l'Université de Nantes. Cette version est contredite par les acteurs nantais qui affirment que le projet rennais s'est peu à peu restreint avant d'avoir été abandonné. Le projet caennais est lui soutenu par les collectivités locales. 
À la rentrée 2012, soutenu par des entreprises comme GDF Suez, EDF ou DCNS, l'établissement a ainsi ouvert à Caen. Le campus de Caen propose des enseignements sur le développement durable, le dialogue territorial et les transitions sous un angle pluridisciplinaire (sciences politiques, droit, géographie, histoire). Il dispose également d'une spécialisation géographique avec un parcours ouvert sur l'Europe du Nord (pays nordiques et baltiques). La bibliothèque universitaire du Campus de Caen dispose du fonds de littérature lettone le plus important de France, notamment grâce à un don de l'ambassade de Lettonie en France.

### Directeurs
- 1991–1999 : Marcel Morabito, juriste-historien publiciste
- 1999–2004[11] : Tanneguy Larzul, conseiller d'État et ancien directeur adjoint du cabinet du ministre de l'Éducation nationale de 2009 à 2010
- 2004-2009[12] : Erik Neveu, politiste et sociologue
- 2009-2019[13] : Patrick Le Floch, économiste
- Depuis 2019[14] : Pablo Diaz, économiste (à compter du 5 août 2019).

### Directeurs des études
- 1991–1997[15] : Michel Denis, historien
- 1996–1999[réf. souhaitée] : Tanneguy Larzul
- 1999–2004[16]: Patrick Le Floch
- 2004-2009 : Gilles Richard, historien[17][source insuffisante]
- 2009-2019 : Pablo Diaz, économiste[réf. souhaitée]
- Depuis 2019 : Marta Iglesias, professeur de langues (cycle Bachelor) et Gil Desmoulin, juriste (cycle Master)[18][source insuffisante]

## Admission
En juin 2006 et en juin 2007, le concours d'entrée a été commun avec l'Institut d'études politiques de Toulouse. Le taux de réussite était alors de 8 %. En 2008, un nombre total de 1 100 places, réparties entre les six IEP, était proposé aux 11 600 candidats (taux de sélection de 9,5 %), les lauréats étant admis en fonction de leurs choix préférentiels et de leur rang de classement. En 2022, Sciences Po Rennes est le septième Sciences Po le plus sélectif de France, avec un taux d'admission de 16 %.
À partir de 2008, les six instituts d'études politiques d'Aix-en-Provence, Lyon, Lille, Rennes, Strasbourg et Toulouse organisent un concours d'entrée commun d'accès en première année ouvert aux terminales et aux bacheliers de l'année précédente. Outre la note du baccalauréat, le concours se compose de trois épreuves : une dissertation portant sur une question contemporaine, une épreuve d'histoire et une épreuve de langue vivante. 
À la rentrée 2014, 72,5 % des admis avaient obtenu une mention très bien à leur baccalauréat. À la rentrée 2014, les étudiants de première année étaient issus à 65 % d'un baccalauréat économique et social, à 23 % d'un baccalauréat scientifique et à 12 % d'un baccalauréat littéraire.
37 % de ces étudiants étaient boursiers. L'IEP de Rennes s'est, depuis plus de dix ans, préoccupé de démocratiser son recrutement. Ce fut d'abord par des partenariats avec des lycées bretons, entre autres le lycée Jean Guéhenno de Fougères qui créa une "mini-prépa" pour préparer le concours d'entrée à l'IEP de Rennes.
Avec la création du concours commun des six IEP en 2008, les politiques de démocratisation et égalité des chances propre à chacun des IEP partenaires ont perduré mais un programme commun de préparation au concours des six IEP, à destination des élèves aux revenus modestes ne permettant pas l'inscription à une prépa privée, a vu le jour : l'IEPI (programme d'études intégrées). L'IEPI propose à des étudiants boursiers une préparation gratuite au concours commun.
Chaque année, environ la moitié des étudiants admis en première année ont passé une année en classe préparatoire aux grandes écoles.
En 2014, les IEP du concours commun ont ouvert quatre centres de concours à l'international, à Casablanca, à Bangkok, à Bogota, et à Shanghaï, l'ouverture de ces centres offrant aux candidats étrangers l'accès à un concours d'entrée local, évitant les contraintes d'un déplacement en France métropolitaine.

## Scolarité
Depuis l'application du processus de Bologne (réforme LMD) en 2005, le cursus Sciences Po Rennes se déroule en cinq ans. L'apprentissage d'au moins deux langues vivantes est obligatoire pour tous les élèves.

### Premier cycle: acquisition des fondamentaux
La première année du cursus permet aux élèves de maîtriser un socle commun de connaissances pluridisciplinaires. Les cours se répartissent comme suit :  
- Premier semestre : histoire du droit constitutionnel, histoire politique de la France, introduction au droit aux institutions, histoire des idées politiques, relations internationales, science politique et économie.
- Second semestre : droit constitutionnel, histoire politique de la France, gestion, grands enjeux, économie.

La deuxième année du cursus se traduit par un approfondissement du tronc commun « Sciences Po » (60 % des enseignements) et par une première spécialisation (40 % des enseignements). Une partie des étudiants effectue la deuxième année du cursus au campus de Caen.
Sur les deux campus, le tronc commun demeure interdisciplinaire. Les choix des étudiants les amènent à approfondir des facettes du cursus et de nombreuses options facultatives sont accessibles.
Le tronc commun de deuxième année est composé comme suit :
- Premier semestre : droit privé, analyse macroéconomique, histoire de l'empire ottoman, institutions de l'Union Européenne et sociologie des territoires, anglais et langue vivante obligatoire
- Second semestre : histoire des relations européennes, politiques économiques, sociologie de l'action publique, anglais et langue vivante obligatoire.

La troisième année est obligatoirement internationale :
- Année universitaire au sein d'un établissement partenaire (116 début 2013[25],[26]). À titre d'exemples, l'université libre de Berlin, Queen Mary University, collège de l'université de Londres, l'université d'Édimbourg, l'université de Bologne, l'université de Moscou et plusieurs universités du Russell Group en Europe. L'université d'York, l'université de Boston ou l'université du Rhode Island en Amérique du Nord. L'université Tongji, l'université Ateneo de Manille, l'université Jawaharlal-Nehru en Asie et en Océanie. L'université de Lomé en Afrique, l'université du Rio Grande do Sul en Amérique du Sud, l'université Saint-François-Xavier en Bolivie, l'université de Mexico en Amérique centrale et l'université Saint-Joseph de Beyrouth au Moyen-Orient sont entre autres partenaires avec l'IEP.
- Année mixte : Un semestre en mobilité dans une université partenaire et un stage long en entreprise, administration ou représentation diplomatique.

La troisième année se conclut par un stage obligatoire d'une durée minimale de six semaines.

### Second cycle: professionnalisation
La quatrième année (M1) est axée autour d'un tronc commun en économie, histoire, science politique et droit. La majorité des enseignements sont constitués par la vingtaine de cours électifs. L'objectif est de permettre aux élèves de se constituer des champs de compétence spécifiques. Des séminaires et cours de section sont enfin l'occasion d'approfondir plus en détail une thématique et donnent lieu à la rédaction d'un mémoire.
La cinquième et dernière année est celle du master. À la rentrée 2021, l'Institut d'études politiques de Rennes propose seize masters et sept parcours en partenariat: 
- École des politiques publiques - master politiques publiques (en partenariat avec l'ENS Rennes)
  - Administrations publiques
  - Analyse des problèmes publics
  - Culture et Transitions
  - Sécurité, défense et intelligence stratégique (SE-DEFIS)
  - Gouverner les mutations territoriales
  - Concertation et territoires en transition (Campus de Caen)
  - Services urbains en réseaux : ville en devenir
  - Jugements et autorité publique
  - Enseignement, droit, économie, management

- École du management des organisations (en alternance)
  - Management des organisations et des projets
  - Management des risques et de la qualité
  - Management de projets en énergies renouvelables (anciennement Terre et Mer)

- École de journalisme
  - Journalisme : reportage et enquête
  - Développement du journalisme en innovation numérique - Hack médias

- École des affaires internationales
  - Multilevel government and international relations (MUGIR) en double-diplôme avec l'Université d'Aston de Birmingham
  - Europe et affaires mondiales (EAM) en double-diplôme avec l'université de Rennes 1
  - Parcours nordique : Stratégies innovantes des territoires urbains : anticiper les transitions (campus de Caen)

- Grands concours
  - Administrations publiques : parcours complémentaire de préparation aux concours avec l'Institut de préparation à l'administration générale (IPAG)
  - Centre de préparation au concours de l'École nationale d'administration (CPENA) et aux grands concours (direction d'hôpitaux, affaires maritimes, administration territoriale, etc.)

- Parcours en partenariat (double-diplôme)
  - Relations internationales, mondialisations et interculturalités (université de Rennes 2)
  - Maîtrise d'ouvrage urbaine et immobilière (université de Rennes 2)
  - Pilotage des politiques et actions de santé publique (EHESP)
  - Économie appliquée : agriculture, mer, environnement (Agrocampus)
  - Agrosciences, environnement, territoires, paysages (Agrocampus)
  - Institut de préparation à l'administration générale (IPAG)
  - Audencia (Grande école de commerce de Nantes)

Le centre de préparation à l'ÉNA prépare aux concours externe et interne d'entrée à l'École nationale d'administration. Entre trois et huit étudiants sont admis chaque année, soit un taux de réussite compris entre 15 % et 20 %. Ce centre de préparation permet également d'intégrer l’Institut national des études territoriales (INET) de Strasbourg, l’École des hautes études en santé publique (EHESP) de Rennes, ou encore l'École nationale de la magistrature (ENM) de Bordeaux.
Par ailleurs, les sept instituts d'études politiques du concours commun mutualisent leur offre de masters en cinquième année, soit un panel d'une centaine de formations.

### Cursus franco-allemand
L'IEP de Rennes et l'Université catholique d'Eichstätt-Ingolstadt proposent depuis l'année 2003 un double cursus franco-allemand, sous l'égide de l'Université franco-allemande, permettant de délivrer un double diplôme : « Sciences Po Rennes & Master de science politique de l'Université catholique d'Eichstätt-Ingolstadt ». La première promotion d'étudiants du double cursus Eichstätt-Rennes est sortie en 2007.

### Filière ingénieur INSA Sciences Po
Depuis l'année scolaire 2018/2019, l'Institut d'Études Politiques de Rennes propose un double-diplôme en 6 ans avec une école d'ingénieur, l'INSA Rennes. Les étudiants de cette filière pluridisciplinaire suivent ainsi des cours dans les deux établissements, via un parcours aménagé.

### Doctorants
Le Centre de recherches sur l'action politique en Europe (CRAPE), laboratoire pluridisciplinaire (sciences politiques, sociologie, sciences de l'information et de la communication, histoire contemporaine) de Sciences Po Rennes, accueille une quarantaine de doctorants chaque année. Il fait partie du groupement d'intérêt scientifique Marsouin.
Le CRESS-Lessor, laboratoire d'économie, droit et gestion, en accueille pour sa part une dizaine chaque année.

## Campus

### Campus de Rennes
L'établissement s'installe à son ouverture en 1991 au no 104 du boulevard de la Duchesse Anne, dans les bâtiments de l'ancienne école normale d'institutrices construite en 1882 par l'architecte départemental Jean-Marie Laloy.

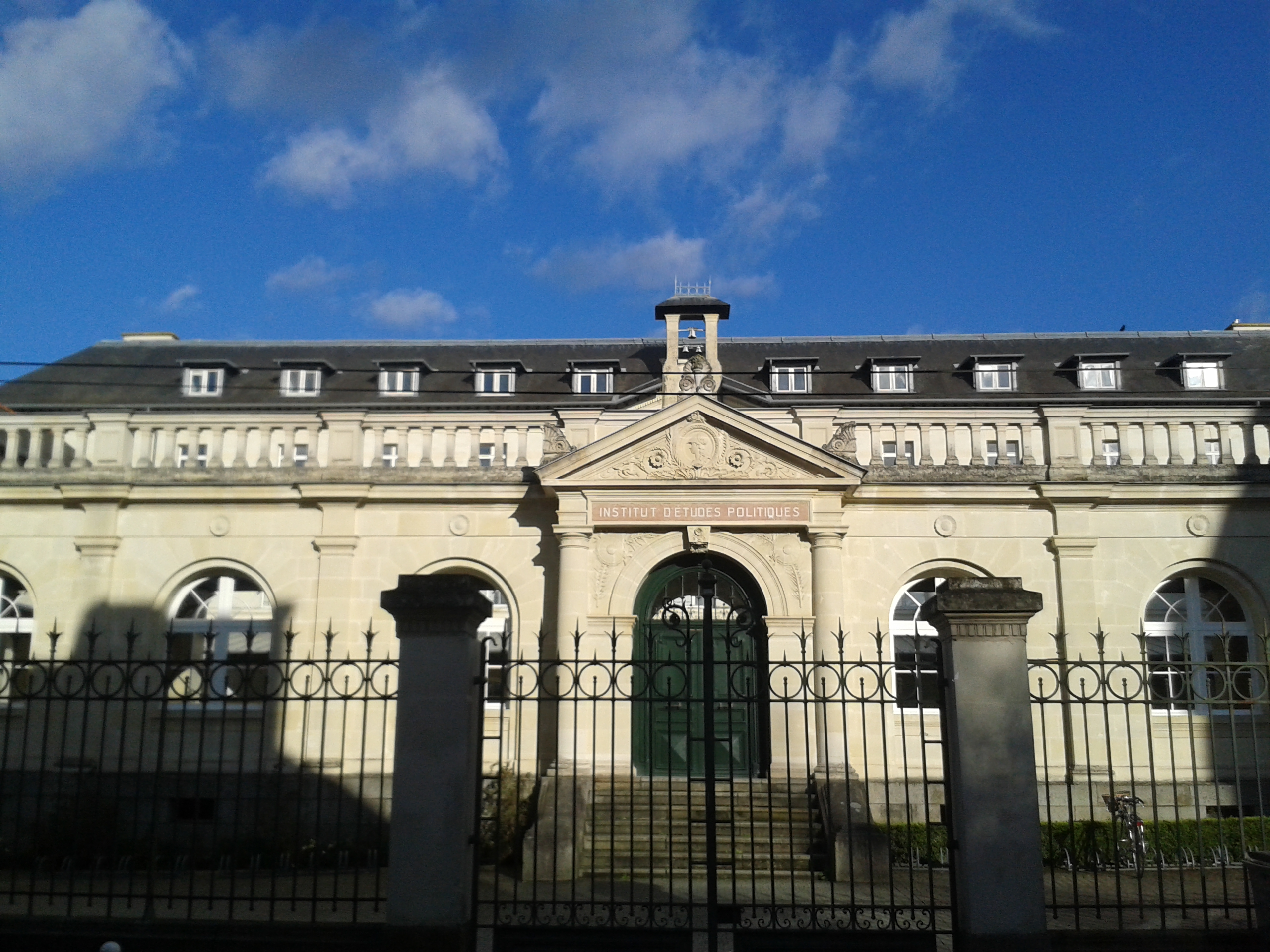
Façade du campus de Rennes.

#### Bibliothèque Jacques Fauvet
L'IEP de Rennes comporte dans ses locaux une bibliothèque créée en 1991 et qui porte le nom de Jacques Fauvet, ancien directeur du journal Le Monde qui a fait don au centre de documentation d'une grande partie de ses fonds personnels. Le centre Jacques Fauvet est abonné à près de 350 revues et abrite plus de 60 000 ouvrages. Il est par ailleurs membre du service commun de documentation rennais.
Au cœur de la bibliothèque trône encore un chêne planté par les élèves de l'École normale en 1889 pour célébrer le premier centenaire de la Révolution française.

### Campus de Caen
Les élèves occupent de 2012 à 2014 provisoirement des locaux situés au no 21 place de la République
À la rentrée 2014, ils emménagent dans leurs nouveaux locaux situés 10 rue Pasteur. L'école occupe une ancienne annexe de l'école des beaux-arts de Caen, rénovée avec le concours de la Région et de la communauté de communes Caen-la-Mer. L'école occupe trois bâtiments. 
Présent à l'inauguration du pôle Europe en 2017, l'ambassadeur de Lettonie en France offre au campus un fonds letton « unique en France ».

## Recherche
Sciences Po Rennes possède un centre de recherche associé au CNRS : le laboratoire Arènes - UMR CNRS 6051 (ancien Centre de recherches sur l'action politique en Europe), dirigé par Sylvie Ollitrault.
L'IEP est par ailleurs associé au laboratoire d'économie et de science sociale de Rennes (CRESS-Lessor), rattaché à l'Université de Rennes 2 et associé à l'université de Rennes 1.

## Personnalités liées à Sciences Po Rennes

### Élèves
Sciences Po Rennes compte notamment parmi ses anciens élèves Nathalie Appéré, maire de Rennes, la député Laurence Gayte, le politologue breton Romain Pasquier, l’analyste politique français Jérôme Fourquet, prix du livre politique 2019 ou encore le journaliste Yaël Goosz.

## Vie associative
Une vingtaine d'associations animent la vie de l'Institut. Elles permettent aux étudiants de prendre part à des simulations de négociations internationales (BATNA), d'avoir des pratiques artistiques (Bureau des Arts) ou sportives (Bureau des Sports), d'aider à l'intégration des étudiants étrangers (Zéphyr), d'assister à des joutes oratoires (Le Chapitre) ou à des simulations parlementaires (Parlement des Etudiants). Il est aussi possible d'organiser un festival d'arts de rue avec Les Giboulées. Le campus de Caen possède sa propre association, les Décaentés.
La vie associative de l'Institut d'Études Politiques de Rennes se poursuit au-delà de la scolarité des étudiants. Sciences Po Rennes Alumni incarne et fait vivre la communauté des alumni de l’Institut d'Etudes Politiques de Rennes. L'association leur propose de nombreux services tels qu'un annuaire du réseau, des événements variés et une base de données d'offres d'emploi. L'application web de l'association est également ouverte aux étudiants qui peuvent bénéficier des mêmes services (y compris avec des offres de stage et d'alternance).

## Identité visuelle
L'IEP s'est doté d'un logo à sa création en se basant sur l'architecture de son bâtiment. La porte principale de l'ancienne école normale sert jusqu'en 2010 de base aux différentes déclinaisons de son logo.[réf. souhaitée]

Premier logo de l'IEP.[réf. souhaitée]
Ancien logo de l'IEP.
Logo en 2010.